# Caso Mercurio
Caso Mercurio u Operación Mercurio es una caso judicial en la que están implicados altos dirigentes del Partit dels Socialistes de Catalunya (PSC).

## Cronología
El 27 de noviembre de 2012, el juzgado de instrucción número 1 de Sabadell imputó a Manuel Bustos y 12 empresarios y exconcejales - entre ellos uno del PP - por un presunto caso de corrupción urbanística.
Su imputación en el llamado "Caso Mercurio" hizo que abandonara temporalmente el consistorio el 5 de diciembre de 2012,  donde se reincorporó a los dos meses. Finalmente, renunció como alcalde de Sabadell el 14 de febrero, aunque continuó de concejal y cedió su cargo a su segundo, Juan Carlos Sánchez Salinas. 
Después del comienzo del caso de la FMC, pieza separada del Caso Mercurio, el 7 de julio de 2014 Bustos anunció su renuncia a todos los cargos políticos, argumentando que desde 2013 había sido víctima de una conspiración política y ya no aguantaba más. Cuando abandonó la política dejó los cargos de concejal del Ayuntamiento de Sabadell, adjunto a la vicepresidencia quinta de la Diputación de Barcelona, y vocal en las comisiones de Hacienda, Recursos Internos y Nuevas tecnologías y la comisión Especial de Cuentas de la Diputación.
El 3 de septiembre de 2014 declaró en los juzgados de Sabadell sobre el caso de los sobresueldos a la FMC, junto con los otros 9 alcaldes imputados. Los alcaldes declararon que Bustos y el secretario eran los cerebros del proyecto y que desconocían que el concepto administrativo de su sobresueldo fuera de dietas.

## Imputados
A finales de 2012, había 12 detenidos y otros 26 imputados entre empresarios, políticos, funcionarios y abogados.
- Daniel Fernández González
- Manuel Bustos